# Vincenzo Fioravanti
Vincenzo Fioravanti (Roma, 5 d'abril de 1799 - Nàpols, 28 de març de 1877) fou un compositor italià.
Era fill d'Angiola Aromatari i Valentino, germà de Giuseppe, que va ser un cantant d'òpera d'èxit. Valentino Fioravanti (1827-1879) i Luigi Fioravanti (1829-1887), de la mateixa família, van tenir unes brillants carreres operístiques ambdós com a baixos bufs.

## Carrera artística
Contra la voluntat del seu pare, que volia fer-lo metge, estudià música. Va estudiar composició amb G. Iannacconi. El 1819 estrenà a Nàpols al Teatre San Carlo la seva primera òpera còmica, Pulcinella molinaro spaventato dalla fata Serafinetta, amb llibret de Salvatore Cammarano. S'hi fa conèixer Lablache, i tant el compositor com el cantant assoliren la més favorable acollida. El 1920 va tornar a Roma on va trobar-se amb Gaetano Donizetti. Hi va obtenir un èxit màxim amb La contadina fortunata, amb llibret d'Andrea Leone Tottola. S'hi va casar amb Maddalena Tedeschi, però el pare de la Tedeschi li va imposar tanmateix que abandonés el teatre «per sempre» abans de cedir la mà de la seva filla.
Maddalena va morir deu mesos després del casamant i Fioravanti va estar-se uns anys a Nàpols, lluny del teatre, fins que el 1928 va tornar a compondre i obtenir un nou èxit amb la seva versió de la història de Robinson Crusoè, amb llibret de Tottola.
A partir de llavors Fioravanti va encetar el seu període de màxima creativitat i es va destacar sobret pel gènere de l'opera buffa. Certs el consideraven com el rival de Domenico Cimarosa i de Giovanni Paisiello, si bé la posteritat ha trobat injust aquest judici. Després de la mort de son pare el 1837, va anar a viure a la ciutat de Lanciano als Abruços, on el 1839 esdevé mestre de capella de la catedral. El 1843 tornà a Nàpols i al seu genere preferit de l'opera buffa. A partir del 1856, la seva estrella va començar a declinar: va caure en dificultats econòmiques i va acabar la seva vida en la més gran indigència.
El mateix que el seu pare, cultivà l'òpera còmica, havent-ne compost gran nombre d'elles de les quals en cal citar:
- Robinson Crusoè nell'isola deserta (1828)
- Il parrucchiere e la Crestaia
- La figlia del Fabbro
- Un matrimonio in prigione
- Un padre comprato
- Il ritorno di Pulcinella dagli studi di Padova (1837)
- Pulcinella e'a sua famiglia
- Pulcinella e la fortuna
- Il notario d'Ubeda (la millora de les seves obres), etc.